# ツジトモ
ツジトモ（1977年7月13日 - ）は、日本の男性漫画家、イラストレーター。本名は辻田 智人（つじた ともひと）。北海道出身、東京都育ち。

## 略歴
高校時代から漫画を描き新人賞に入賞するなどして、当時から自信を持っていたが、クエンティン・タランティーノ監督の『パルプ・フィクション』に影響されて、日本大学芸術学部では映画学科シナリオコースを専攻し、卒業後はイラストレーターになった。
2002年、24歳のときに投稿した「RIGHT HAND AND GOOD INTENTIONS」（第11回）と「my little brother」（第12回）が、『週刊モーニング』（講談社）のMANGA OPENで優秀賞を受賞した。審査委員のわたせせいぞうから「彼の絵は独特でうまく、楽しそうに描いている」と評された。さらに翌2003年の「GHOST」（第13回）もMANGA OPENで3回連続の優秀賞を受賞した。本人によれば「鼻につくような漫画」ばかり書いていたそうである。その後、「モーニング・フォーラム」のアンケートプレゼントコーナーで挿絵を手掛けた。
同時に、『earlyモーニング』にて「GHOST」が読切漫画として掲載され、これがデビュー作となった。その後、再び『モーニング』誌上にて、プロ野球を題材にした読み切り漫画「スリーストライクス」を掲載した。
2007年から、かつて『モーニング』にて連載していた「U-31」（作画：吉原基貴）の原作を手がけ、サッカーファンから一定の評価を得た綱本将也を原作者として迎え入れ、サッカー漫画『GIANT KILLING』の連載を開始し、2010年4月にNHK BS hiやNHK BS2などでアニメが放送された。
その他にもイラストレーターとしても活動しており、テレビ神奈川で放送中のJリーグ・川崎フロンターレの応援番組である「ファイト!川崎フロンターレ」内のコーナー「ソーマの星」にて相馬直樹のイラストを手がける。これは相馬本人が『GIANT KILLING』の愛読者であり、偶然にも川崎のスタッフにモーニングの関係者と面識のある人物がいたため、その関係者を通じて依頼をしたら快諾したために実現したものである。その縁からか、2008年の9月20日開催の多摩川クラシコ（川崎対FC東京）ではポスターイラストも手がけた。

## その他
影響を受けた漫画は井上雄彦の『SLAM DUNK』と窪之内英策の『ツルモク独身寮』。なかでも『ツルモク』は「僕のバイブル」と称するほど気に入っており、楽しくておもしろくてしょうがない漫画が終わってしまい最終巻を読むのが嫌だったとまで語っている。
趣味はサッカー、野球など。漫画を描く作業にこだわりがあって、戦術ボードを動かしたり自分の頭の中にカメラを置き、選手と一緒になって動きテンポを意識した流れを考えるが、本人によればサッカーの経験はなくミーハーファンだと称している。
『宇宙兄弟』作者の小山宙哉とはデビュー前から友人であり、互いのアシスタントを務めたこともある。

## 主な作品

### 漫画
- RIGHT HAND AND GOOD INTENTIONS
- my little brother
- GHOST（earlyモーニング）
- スリーストライクス（モーニング）
- GIANT KILLING（原作→（単行本10巻より）原案・取材協力）：綱本将也、モーニング）
- DABO ＆ RACO（『We are 宇宙兄弟』：『宇宙兄弟』ムック）

### イラスト
- ファイト!川崎フロンターレ（tvk、同番組内のコーナー「ソーマの星」にて相馬直樹のイラストを手がけた）
- 川崎フロンターレ公式戦ポスターイラスト、トレーディングカード（2008年9月20日・川崎対FC東京）
- 柿谷曜一朗のメッセージ広告（2014年3月8日付徳島新聞掲載の全面広告[8]）
- 超高速!参勤交代（カバーイラストを手がけた）